# Peribasis
Peribasis es un género de escarabajos longicornios de la tribu Lamiini. Se distribuye por Asia.

## Especies
- Peribasis helenor (Newman, 1851)
- Peribasis larvata (White, 1858)
- Peribasis pubicollis Pascoe, 1866